# Hörsel (Gemeinde)
Hörsel település Németországban, azon belül Türingiában. Lakosainak száma 4649 fő (2023. december 31.). Hörsel Waltershausen és Leinatal községekkel határos.

## Népesség
A település népességének változása:
| Lakosok száma | 4747 | 4753 | 4680 | 4673 | 4649 |
|               | 2017 | 2019 | 2021 | 2022 | 2023 |